# Gare de Apperley Bridge
La gare de Apperley Bridge est une gare ferroviaire du Royaume-Uni,  située dans la banlieue de Apperley Bridge dans le Leeds, Yorkshire de l'Ouest en Angleterre.

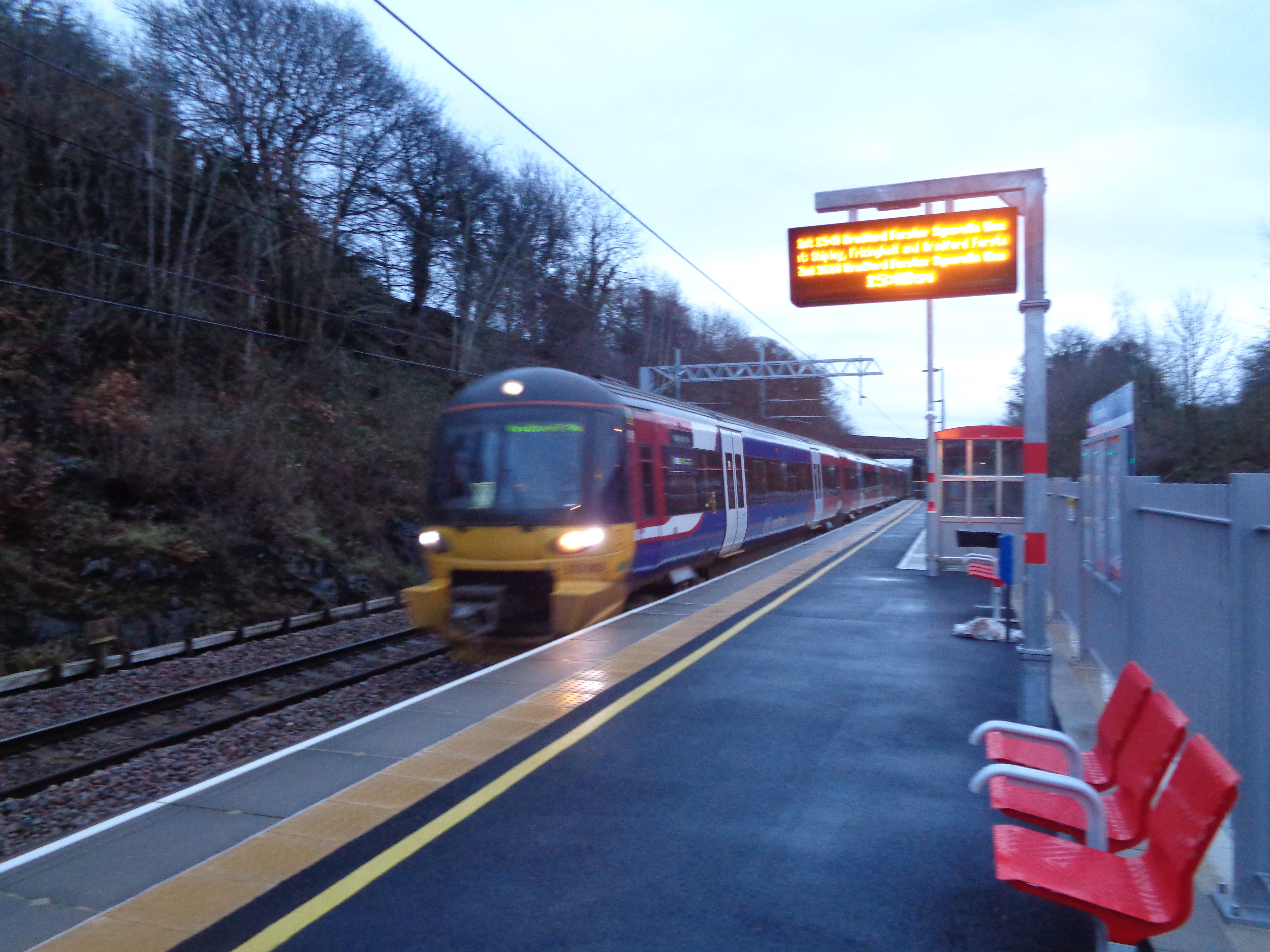
Service à Northern Rail

Les services à partir de Apperley Bridge sont opérés par Northern Rail.

## Histoire
L’ancienne gare de Apperley bridge fut ouverte temporairement en juillet 1846, et fut remplacée par un bâtiment permanent en 1847. Elle possédait originellement deux quais. En 1900 la ligne fut élargie à quatre voies, et la gare fut transformée en une station à quatre quais couverts, avec un bâtiment des voyageurs en bois au niveau de la rue traversante les voies sur un pont. La gare des marchandises se trouvait à l’est de la gare des voyageurs, dans l’angle formé par les lignes par Guiseley et Shipley. La gare des marchandises fut fermée en juin 1964, la gare des voyageurs le 20 mars 1965.
En 1999 la société des transports en commun Metro annonça ses intentions d'ouvrir ou rouvrir cinq gares au Yorkshire de l’Ouest, entre eux Apperley Bridge. Le projet n’ était que soumis en 2009. La réalisation fut permise en novembre 2011. Les travaux de construction commençaient en 2014, et la gare était rouverte le 13 décembre 2015.